# Pongo Songo
Pour les articles homonymes, voir Pongo et Songo.
Pongo Songo est un village de la commune de Mouanko, dans le département de la Sanaga-Maritime et la région du Littoral au Cameroun. Le peuple Pongo-Songo fait partie du grand groupe Sawa. Ils ont un ancêtre commun avec les Malimba et les Duala. Ils appartiennent au groupe Bo'Mbongo ; ils sont des descendants de Essongo (Esong'a Male) fils de Mal'a Mbongo frère de Mbedi (Mbed'a Mbongo). On y accède par la rive gauche de la Sanaga.

## Population
En 1967, Pongo Songo comptait 299 habitants dont 144 pour Pongo Songo I et 148 pour Pongo Songo II, principalement Pongo Songo .
Lors du recensement de 2005, 210 personnes ont été dénombrées dans le village.